# Sallander

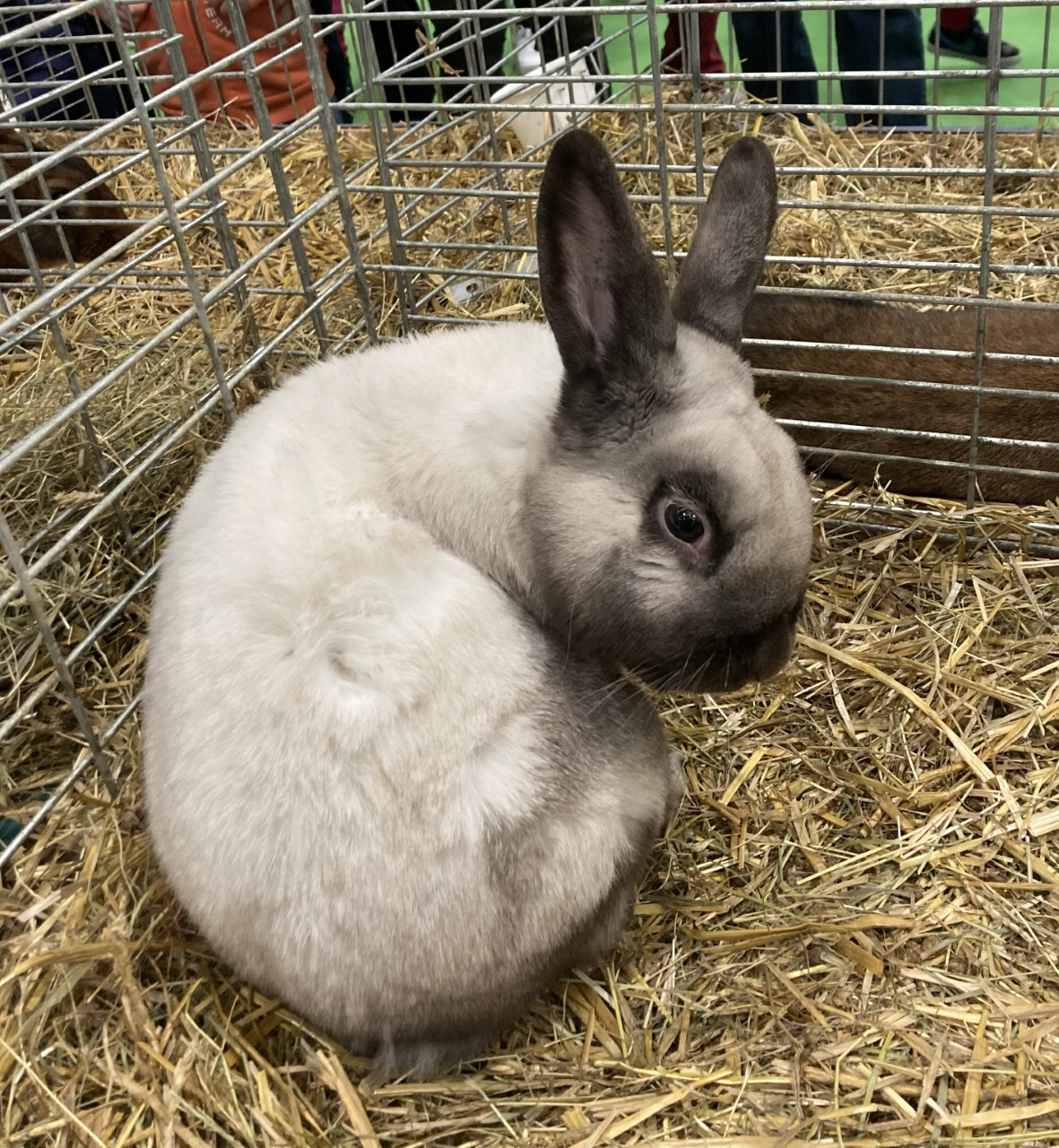
Sallander

De Sallander is een Nederlands konijnenras. Het ras is in 1975 gecreëerd door de Thüringer en het Chinchillakonijn te kruisen.
Het gewicht ligt tussen 3 en 4 kilo. De kleur is een verbleking van de Thüringer: gebroken wit met elk haarpuntje lichtjes bruinzwart aangetipt. De oren, borst, snuit, achterhand, poten en buik zijn donker gekleurd. Op de flanken en het onderste gedeelte van de schouders is de kleur donkerder dan op de rest van het lichaam. De ogen zijn donkerbruin.